# Аханону, Ннамди
Ннамди Франклин Аханону (англ. Nnamdi Franklin Ahanonu; род. 22 февраля 2002, Оверри) — нигерийский футболист, нападающий казахстанского клуба «Астана».

## Карьера
Футбольную карьеру начинал в составе клуба «Окагбуе».
13 августа 2022 года стал игроком албанского клуба «Турбина». 26 сентября 2022 года в матче против клуба «Эрзени» дебютировал в кубке Албании (1:2).
31 августа 2023 года перешёл в албанский клуб «Скендербеу». 28 октября 2023 года в матче против клуба «Эгнатия» дебютировал в чемпионате Албании (1:1), выйдя на замену на 80-й минуте вместо Ардита Никая.
6 апреля 2024 года подписал контракт с казахстанским клубом «Астана».

## Клубная статистика
| Игровая карьера | Игровая карьера | Игровая карьера | Лига | Лига | Кубок | Кубок | Межд. | Межд. | Др. | Др. |
| --------------- | --------------- | --------------- | ---- | ---- | ----- | ----- | ----- | ----- | --- | --- |
| 2022/23         | Турбина         | Б               | 25   | 6    | 1     | 0     | —     | —     | —   | —   |
| 2023/24         | Скендербеу      | А               | 18   | 9    | 1     | 0     | —     | —     | —   | —   |
| 2024            | Астана          | А               | 13   | 1    | 6     | 2     | 7     | 0     | —   | —   |